# SUNRISE (アイドリング!!!のアルバム)
『SUNRISE』（サンライズ）は、アイドリング!!!、3枚目のアルバム。2010年3月3日発売。

## 概要
- プレミアムエディション、スタンダードエディション、ロープライスエディションの3種が発売。それぞれ価格及び特典DVDの有無、内容等が異なる。
  - プレミアムエディション（CD+DVD（A-type）+フォトブック＋ジャケカード+真島ヒロ書き下ろしBOX仕様）、封入特典オリジナルトレカ1枚封入
  - スタンダードエディション（CD＋DVD（B-type））
  - ロープライスエディション（CD）、期間限定封入特典オリジナルトレカ2枚封入
- プレミアムエディションのBOXイラストを書いた真島ヒロは「S.O.W. センスオブワンダー」がオープニングテーマとなっているアニメ『FAIRY TAIL』の原作者。
- ロープライスエディションのジャケットは発売日の3月3日が耳の日である事にかけて、メンバーが耳を見せている写真を15人分並べたものが使われている。
- 「GUIDE VOICE」としてスタッフクレジットされている笹島麻理安は、過去の番組企画「アイドリング!!!まちがい探し」にて「偽アイドリング!!!」メンバーとして出演している。

## 収録曲
1. Prologue 〜reminiscent of moonlight〜 [1:22]
  - 作詞・作曲：T.MORI / 作曲：ATSUSHI YOSHIDA
  - シングル未収録曲。
2. SUNRISE [3:13]
  - 作詞：森田文人 / 作曲・編曲：真下正樹
  - 『奇跡体験!アンビリバボー』（フジテレビ）のエンディングテーマ（2010年4月-6月）。
  - シングル未収録曲。
3. 機種変エクスタシィ [4:05]
  - 作詞：酒井健作 / 作曲・編曲：日比野裕史
  - 11thシングルのカップリング曲。
4. 手のひらの勇気 [4:17]
  - 歌：ときめきアイドリング!!!（遠藤舞、外岡えりか、横山ルリカ、森田涼花、三宅ひとみ、橘ゆりか、大川藍）
  - 作詞・作曲：川嶋あい  / 編曲：K-LaB（佐藤一雪）
  - 9thシングル。
5. U [3:55]
  - 参加メンバー：遠藤舞、谷澤恵里香、フォンチー、河村唯、酒井瞳、菊地亜美
  - 作詞：7chi子♪ / 作曲：佐薹一雪（佐藤一雪） / 編曲:K-LaB
  - 8thシングルのカップリング曲。
6. 砂時計 [4:03]
  - 参加メンバー：外岡えりか、フォンチー、酒井瞳、長野せりな、三宅ひとみ、橘ゆりか、大川藍
  - 作詞：Kana / 作曲：則行大将 / 編曲：R・O・N
  - シングル未収録曲。
7. Snow celebration -everlasting story- [4:55]
  - 作詞：溝口貴紀 / 作曲：D・A・I /編曲：RYOJI
  - 10thシングルのカップリング曲。
8. 3度目の記念日 [5:55]
  - 参加メンバー:遠藤舞、外岡えりか、フォンチー、横山ルリカ、河村唯、朝日奈央
  - 作詞： leonn / 作曲：BOUNCEBACK /編曲：ats-
  - シングル未収録曲。
9. 等・等・等 等のSONG [4:17]
  - 参加メンバー：遠藤舞、谷澤恵里香、森田涼花、朝日奈央、菊地亜美、橋本楓
  - 作詞：升野英知 / 作曲・編曲：大西克巳
  - 番組MCである升野英知（バカリズム）が作詞し、歌唱にも参加している。
  - シングル未収録曲。
10. ラブマジック♡フィーバー 〜ラブラブマジックハイパーミックス〜 [4:03]
  - 歌：ぷよぷよアイドリング!!!（谷澤恵里香、フォンチー、河村唯、長野せりな、酒井瞳、朝日奈央、菊地亜美、橋本楓）
  - 作詞：青木さやか / 作曲・編曲：Funta7
  - 10thシングル。
11. 放課後テレパシィ 〜居残り補習Mix〜 [3:42]
  - 参加メンバー：外岡えりか、横山ルリカ、森田涼花、長野せりな、朝日奈央、三宅ひとみ、橘ゆりか、大川藍、橋本楓
  - 作詞 ：Shino / 作曲：Cell no.9 / 編曲：hiroki
  - 8thシングルのカップリング曲。
  - 升野と遠藤がセリフで参加している。
12. レイニィガール [4:29]
  - 作詞：leonn / 作曲・編曲：大西克巳
  - 9thシングルのカップリング曲。
13. Don't be afraid -Director's  cut- [4:38]
  - 作詞：leonn　/　作曲：BOUNCEBACK　/　編曲：渡辺徹
  - 11thシングルのカップリング曲。
14. S.O.W. センスオブワンダー [4:00]
  - 作詞：leonn　/　作曲・編曲：日比野裕史
  - 11thシングル。